# Йохан I фон Браунсхорн
Йохан I фон Браунсхорн (на немски: Johann I von Braunshorn; † 11 януари 1284) е господар на Браунсхорн
и замък Бург Браунсхорн в Хунсрюк, господар на Байлщайн на Мозел в Рейнланд-Пфалц и фогт на Щримиг.
Той е син на Валтер фон Браунсхорн († 1248) и съпругата му Аделхайд († 1256). Внук е на Александер фон Щалек († сл. 1242) и на фон Саарверден. Потомък е на Улрих фон Браунсхорн. Брат е на каноник Александер фон Браунсхорн († 1314), каноник Хайнрих фон Браунсхорн († сл. 1284) и канонеса Гертруд фон Браунсхорн († 1284).
През 1268 г. Йохан се мести в Байлщайн на Мозел и през 1273 г. продава замък Браунсхорн заедно с Герхард фон Вилденберг на пфалцграф Лудвиг.
Йохан I фон Браунсхорн умира на 11 януари 1284 г. и е погребан в манастир Енгелпорт.

## Фамилия
Йохан I фон Браунсхорн се жени за Аделхайд фон Керпен († сл. 31 януари 1284), дъщеря на Хайнрих II фон Керпен († сл. 1235) и Ерменгарда фон Бетинген († сл. 1235). Те имат децата:
- Йохан II фон Браунсхорн-Байлщайн († 3 или 5 юни 1347), господар на Браунсхорн-Байлщайн, женен пр. 15 септември 1310 г. за Елизабет фон Долендорф († сл. 27 май 1339)
- Дитрих фон Браунсхорн († 12 септември 1358), абат „Св. Максимин“ в Трир (1306 – 1352)
- Валтер фон Браунсхорн († 4 август 1312 в Лиеж), каноник в „Св. Ламберт“ в Лиеж (1306)
- Вилхелм фон Браунсхорн († май 1348), каноник в „Св. Ламберт“ в Лиеж (1306)
- Ирмгард фон Браунсхорн († сл. 1344), омъжена за Вернер фон Хунолщайн-Цюш († 11 юли 1308)